# 戈蘭博伊
40°36′37″N 46°47′23″E / 40.61028°N 46.78972°E

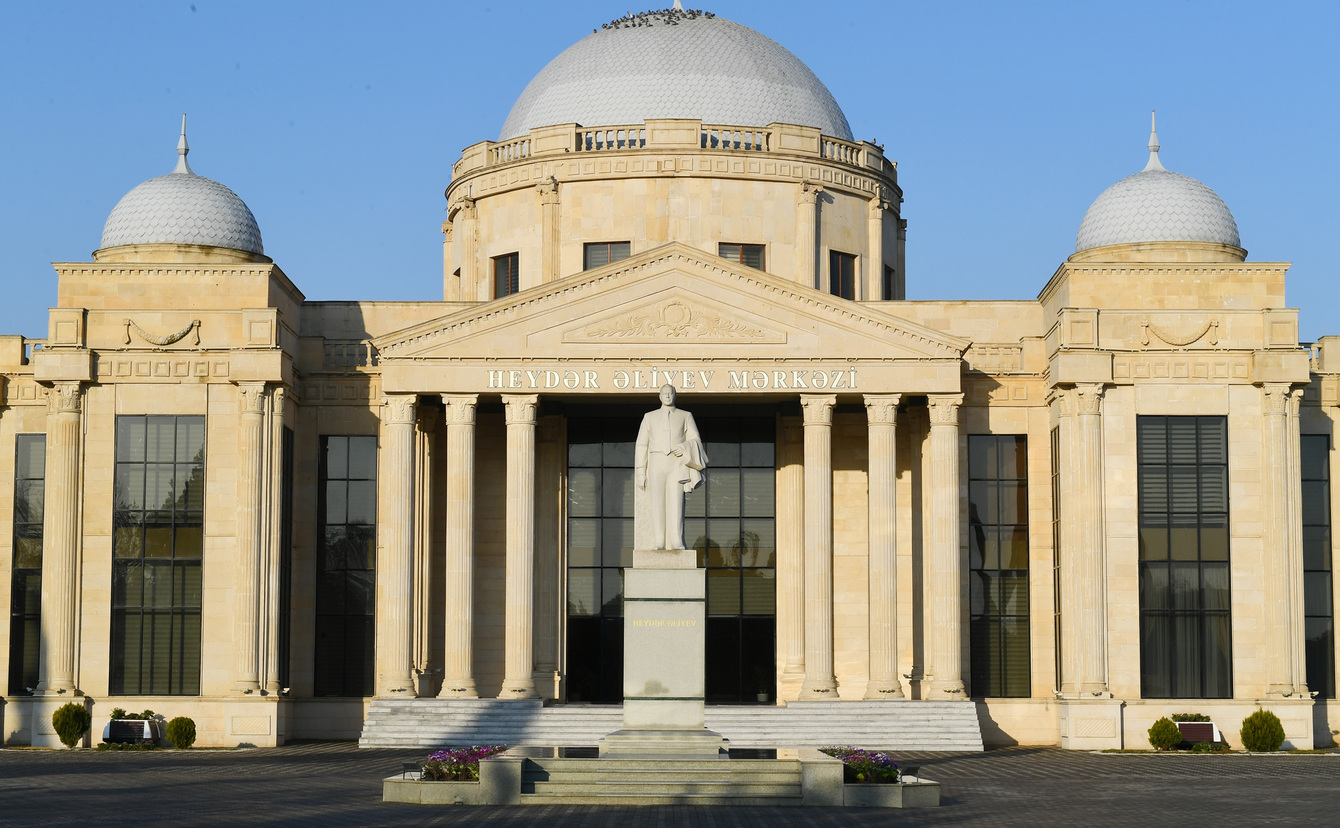
戈蘭博伊

戈蘭博伊（Goranboy）是阿塞拜疆的城鎮，也是戈蘭博伊區的首府，位於該國西北部，海拔高度156米，主要經濟活動有葡萄栽培、園藝業、畜牧業和養蜂業，2010年人口7,993。

## 外部連結
- World Gazetteer: Azerbaijan – World-Gazetteer.com